# Roger Mason
Roger Philip Mason Jr (ur. 10 września 1980 w Waszyngtonie) – amerykański koszykarz, występujący na pozycji rzucającego obrońcy.

## Osiągnięcia
Na podstawie, o ile nie zaznaczono inaczej.
NCAA
- Uczestnik turnieju NCAA (2001)
- Zaliczony do:
  - II składu ACC (2002)
  - III składu ACC (2001)
- Lider konferencji Atlantic Coast w skuteczności rzutów wolnych  (2001)[2]

NBA
- Uczestnik konkursu rzutów za 3 punkty (2009)[3]

Inne
- 3. miejsce w Eurocup (2006)
- Wicemistrz Izraela (2006)
- Finalista Pucharu Izraela (2006)

Reprezentacja
- Brązowy medalista uniwersjady (2001)[4]